# タトラT6A5
T6A5は、かつてチェコスロバキア（現：チェコ）のプラハに存在したČKDタトラが製造した路面電車車両（タトラカー）。チェコスロバキア（→チェコ、スロバキア）の路面電車向けに設計が行われた形式である。

## 概要

### 導入までの経緯
1960年の製造開始以降、プラハ市電を始めとしたチェコスロバキア（現：チェコ、スロバキア）の路面電車路線には、ČKDタトラが展開するタトラT3の大量導入が行われていた。だが、1970年代に入ると抵抗制御を始めとしたT3の機構は前時代的なものとなり、消費電力やメンテナンスの削減を目的とした後継車両の開発が求められるようになった。それを受け、同年代以降サイリスタチョッパ制御を用い車体設計も大幅に改めたタトラT5の開発が行われたが、制御装置開発の難航を始めとする諸事情で計画は大幅に遅れ、チェコスロバキア各都市にはタトラT3を含めた旧型車両の置き換えのため、新造されたタトラT3が再度導入される事態となった。これらのタトラT3の後継車両の導入が本格的に行われたのは、タトラT6A5の製造が始まった1991年以降、当初の計画から20年以上過ぎてからとなった。

### 構造
T6A5は1両（単行）での運転が可能な車両で、ループ線が存在する路線での運用を前提にしており運転台は片側のみに設置され、乗降扉も右側のみに3箇所存在する。タトラT5から導入された、製造やメンテナンス、車体洗浄の容易さを図った直線状のデザインが用いられ、鋼製の外板には溶接構造が使われている他、内側には腐食や騒音を抑えるコーディングが施されている。床板には滑り止め用のゴム製マットが張り付けられており、メンテナンスの際は中央部を取り外す事が出来る。
座席は全席クロスシートで、右側は乗降扉付近（1人掛け）を除いて2人掛け、左側は1人掛けとなっている。これらの座席は清掃の容易さを考慮し、下部に空間が設けられているのが特徴である。客室には暖房として温度が2段階で調整可能な電気抵抗加熱装置が設置されている一方で冷房装置は搭載されておらず、夏季の通風は車体上方の開閉可能な小窓や屋根上のラインデリアによって行われる。
台車には車軸と並行、進行方向と垂直に主電動機が2基搭載されており、自在継手や歯車を介して動力を伝達する直角カルダン駆動方式が用いられる。台車には振動防止のためにオイルダンパーが設置され、制動装置として発電ブレーキ、機械式ディスクブレーキ、非常用の電磁吸着ブレーキが存在する。制御装置はタトラT6系列に共通して採用されている、サイリスタチョッパ制御方式を採用したTV3形が用いられる。

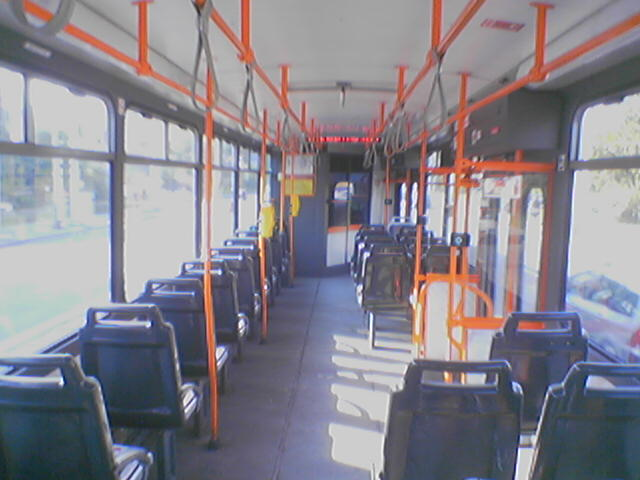
車内（チェコ・プラハ）
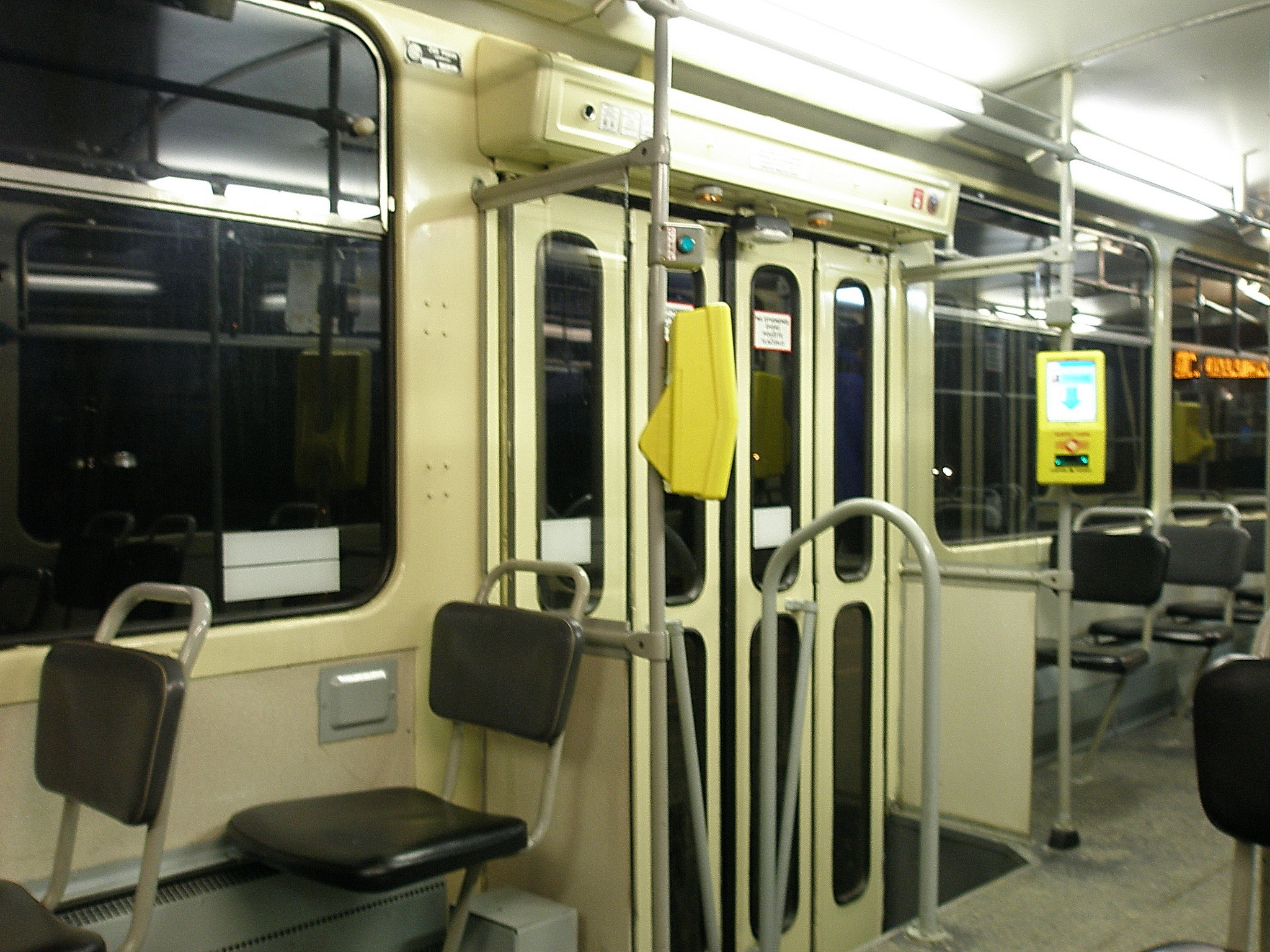
乗降扉付近（スロバキア・コシツェ）
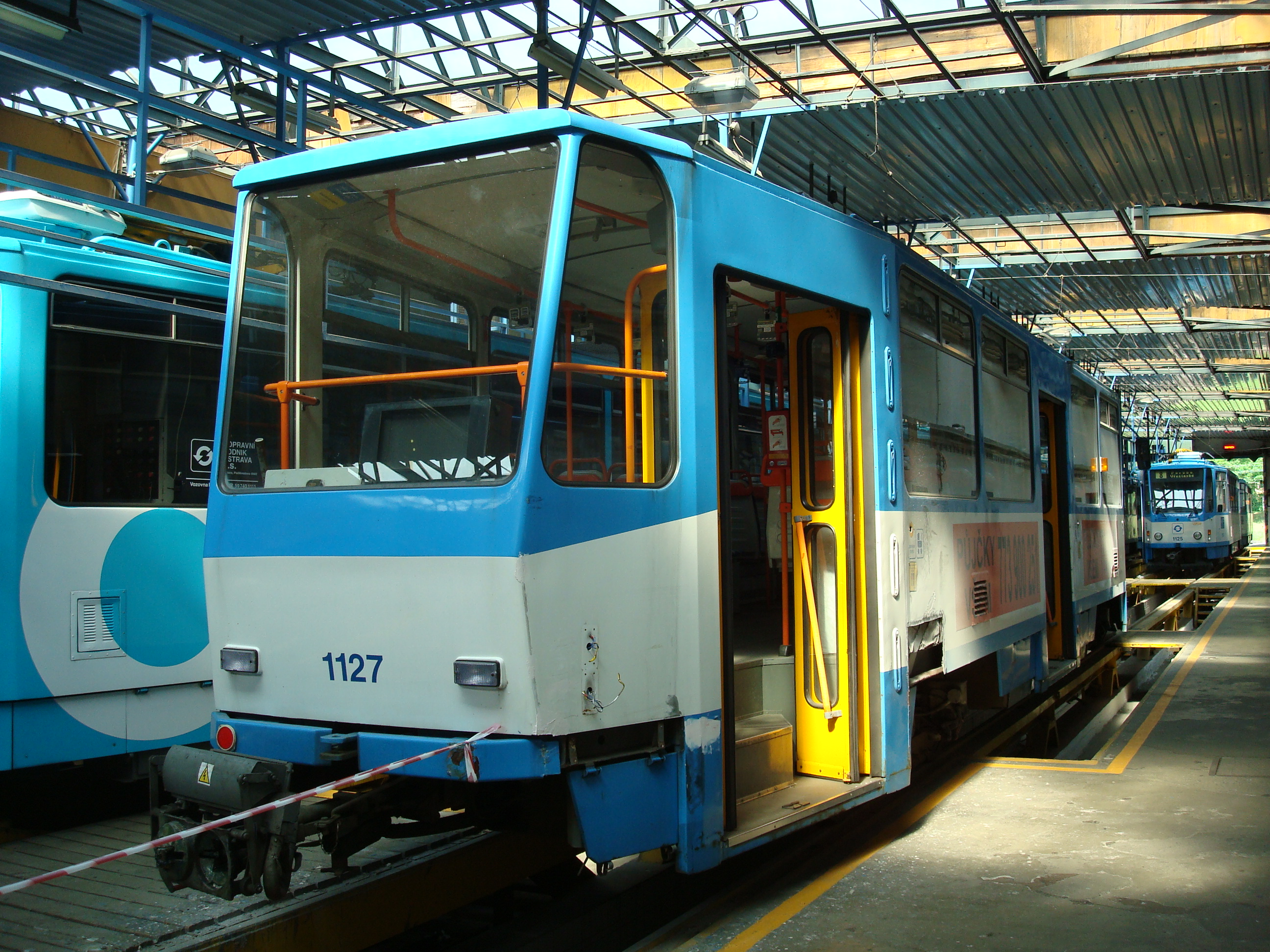
後方には運転台がない（チェコ・オストラヴァ）

### 製造年代における差異
T6A5は量産過程において何度か設計変更が実施されている。
- 1次車 - 最初に製造された車両。床面や座席の色は灰色で、乗降扉は両開き式の2枚折り戸が用いられた[1][8]。
- 2次車 - 窓枠の構造や集電装置（シングルアーム式パンタグラフ）の形式が変更された他、乗降扉に騒音抑制装置が搭載された[8]。
- 3次車 - マイクロプロセッサ制御が導入され、運転台には機器や車体の状態が表示されるディスプレイが設置された他、運転台用の冷房装置の搭載が実施された。乗降扉も両開き式のプラグドアに変わり、床面や座席の色も変更されている。また、一部車両は制御装置の変更や客室への冷房搭載が試験的に行われている[8][9]。

### T6A5.3
プラハ市電のT6A5のうち、1998年に導入された1両（8600）については、低価格での車両更新を目的にタトラT3から部品を流用した「T6A5.3」として製造された。車体はT6A5と同型だが流用品である台車や一部機器が異なっていた他、制御装置にはIGBT素子を用いたTV14形が用いられ、回生ブレーキの搭載も含めて更なる消費電力の削減が図られた。プラハ市電の運営を行うプラハ公共交通会社（Dopravní podnik hlavního města Prahy、DP）と共同で生産が行われたが、改造費用は新造車両の導入費用とほぼ同じ結果となり、これ以上の増備は実施されなかった。機器の不調により2008年に営業運転を離脱し、4年後の2012年までに解体されたため現存しない。

## 運用
タトラT6A5の製造は1991年の試作車から始まり、同年から1998年までチェコやスロバキアの5都市にT6A5.3を含めて合計297両が導入された。1両での運行の他、総括制御可能な機構を活かした連結運転も行われており、チェコ・ブルノ（ブルノ市電）では需要に対応するため2019年7月1日からT6A5を用いた3両編成が運転を開始している。
その一方で、チェコ・プラハ（プラハ市電）に導入された車両については超低床電車のシュコダ15T "フォアシティ・アルファ"の導入に伴い2015年以降廃車が進み、2021年6月19日を最後に保存車両を除き営業運転を終了した。また、オストラヴァ（オストラヴァ市電）からも2023年6月29日のさよなら運転をもって営業運転から撤退している。廃車された車両の一部はブルガリア（ソフィア市電）、ウクライナ（キーウ市電、コノトプ市電）など他国への譲渡が行われている他、ブルノ市電でもプラハ市電から譲渡されたT6A5により老朽化した同型車両を置き換えられている。

## 導入都市
T6A5およびT6A5.3が導入された都市は以下の通りである。国名や都市名の一部には略称を含む。
| 形式   | 導入国     | 都市                                | 導入車両数 |
| ------ | ---------- | ----------------------------------- | ---------- |
| T6A5   | チェコ     | プラハ (プラハ市電)                 | 150両      |
| T6A5   | チェコ     | オストラヴァ (オストラヴァ市電)     | 38両       |
| T6A5   | チェコ     | ブルノ (ブルノ市電)                 | 20両       |
| T6A5   | スロバキア | ブラチスラヴァ (ブラチスラヴァ市電) | 58両       |
| T6A5   | スロバキア | コシツェ (コシツェ市電)             | 30両       |
| T6A5.3 | チェコ     | プラハ (プラハ市電)                 | 1両        |

## ギャラリー

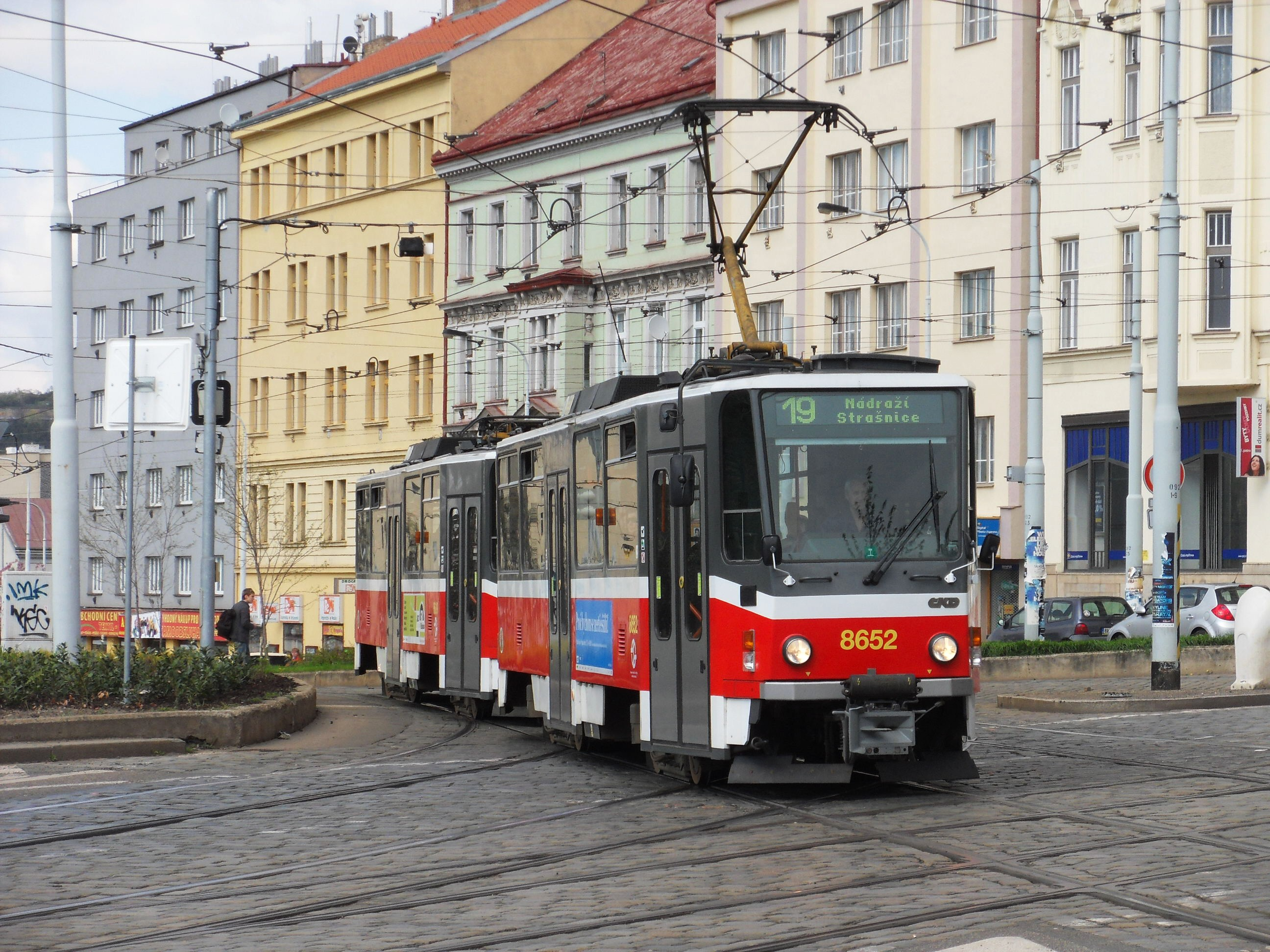
チェコ：プラハ
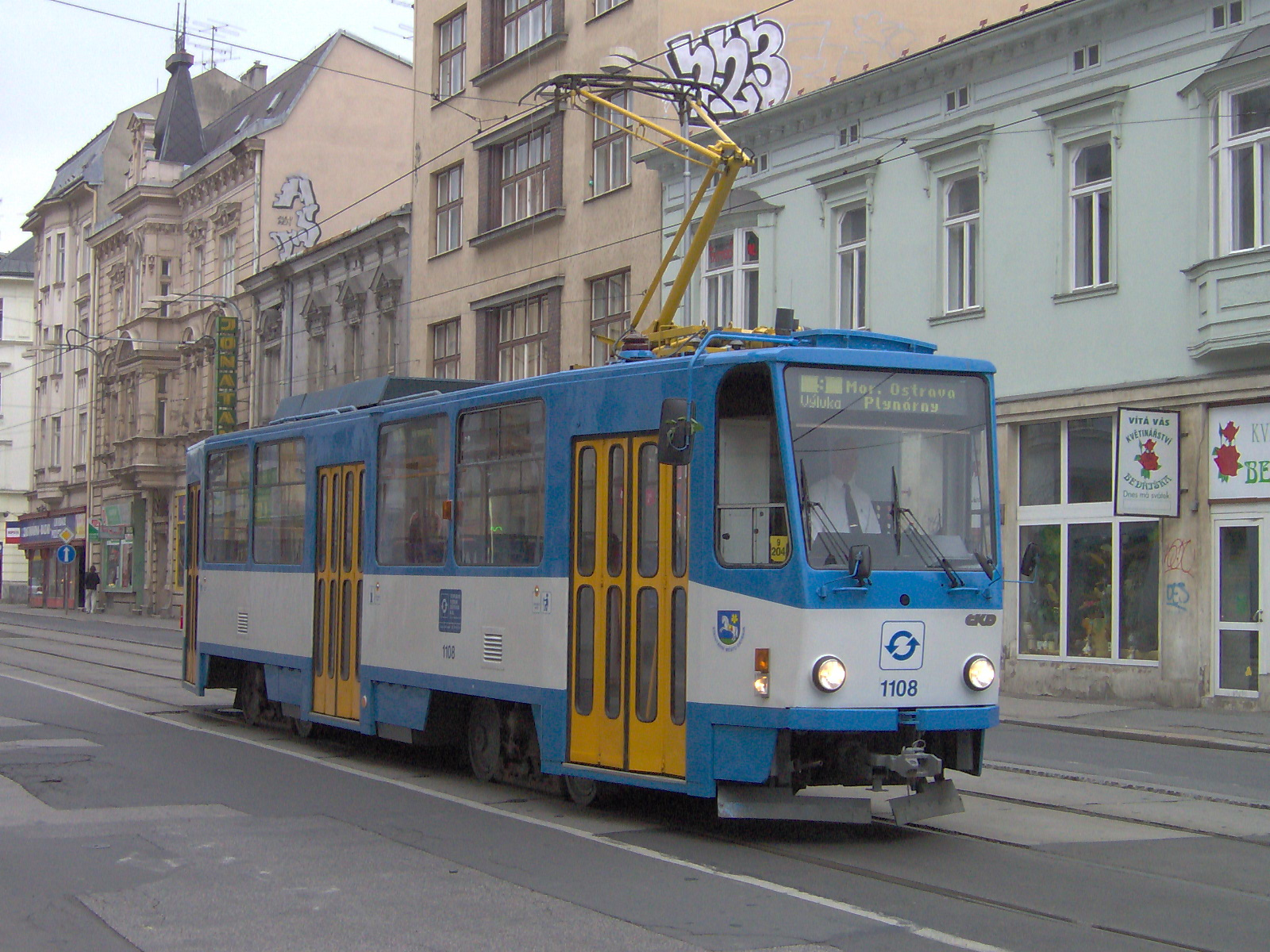
チェコ：オストラヴァ
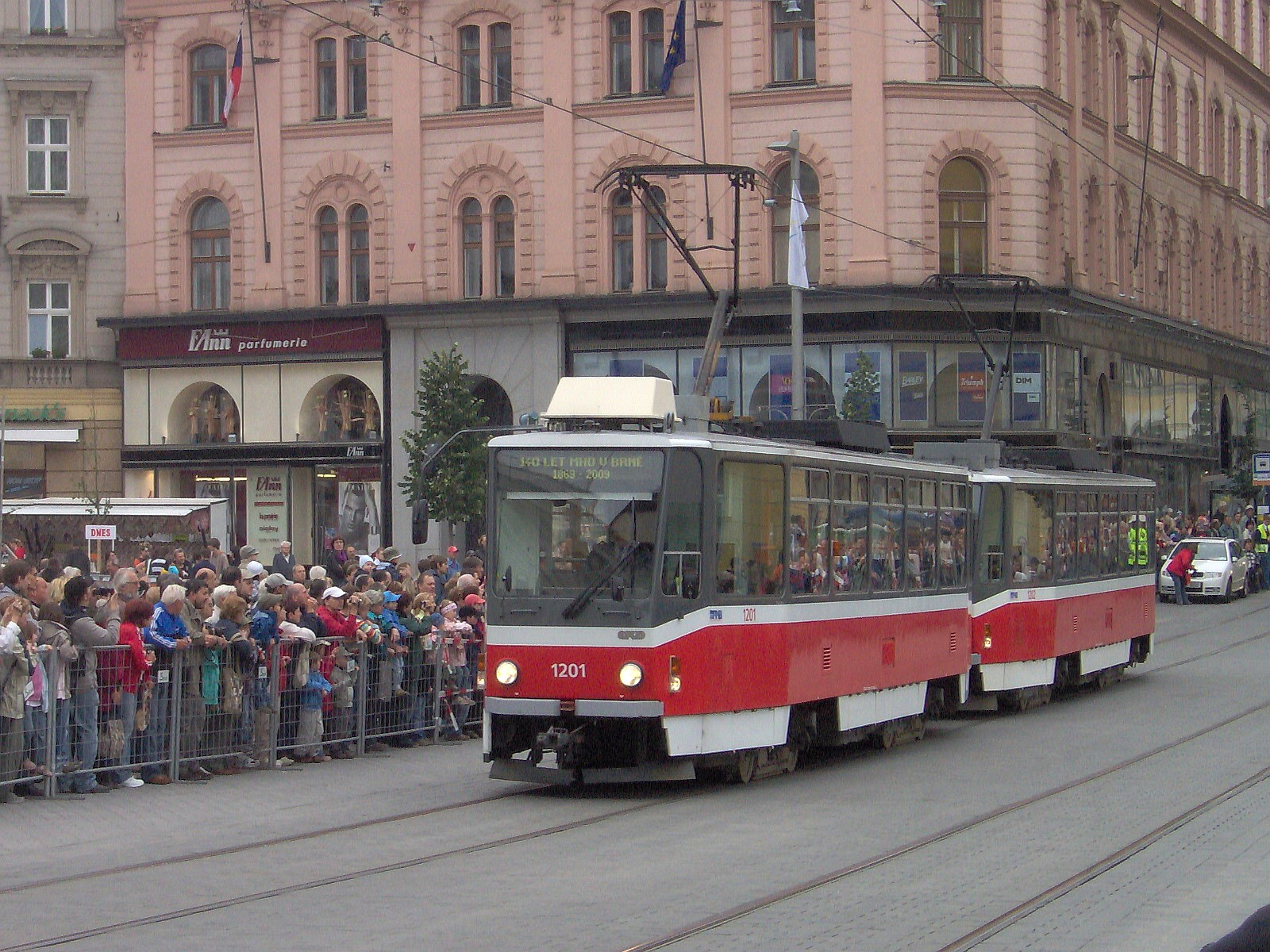
チェコ：ブルノ
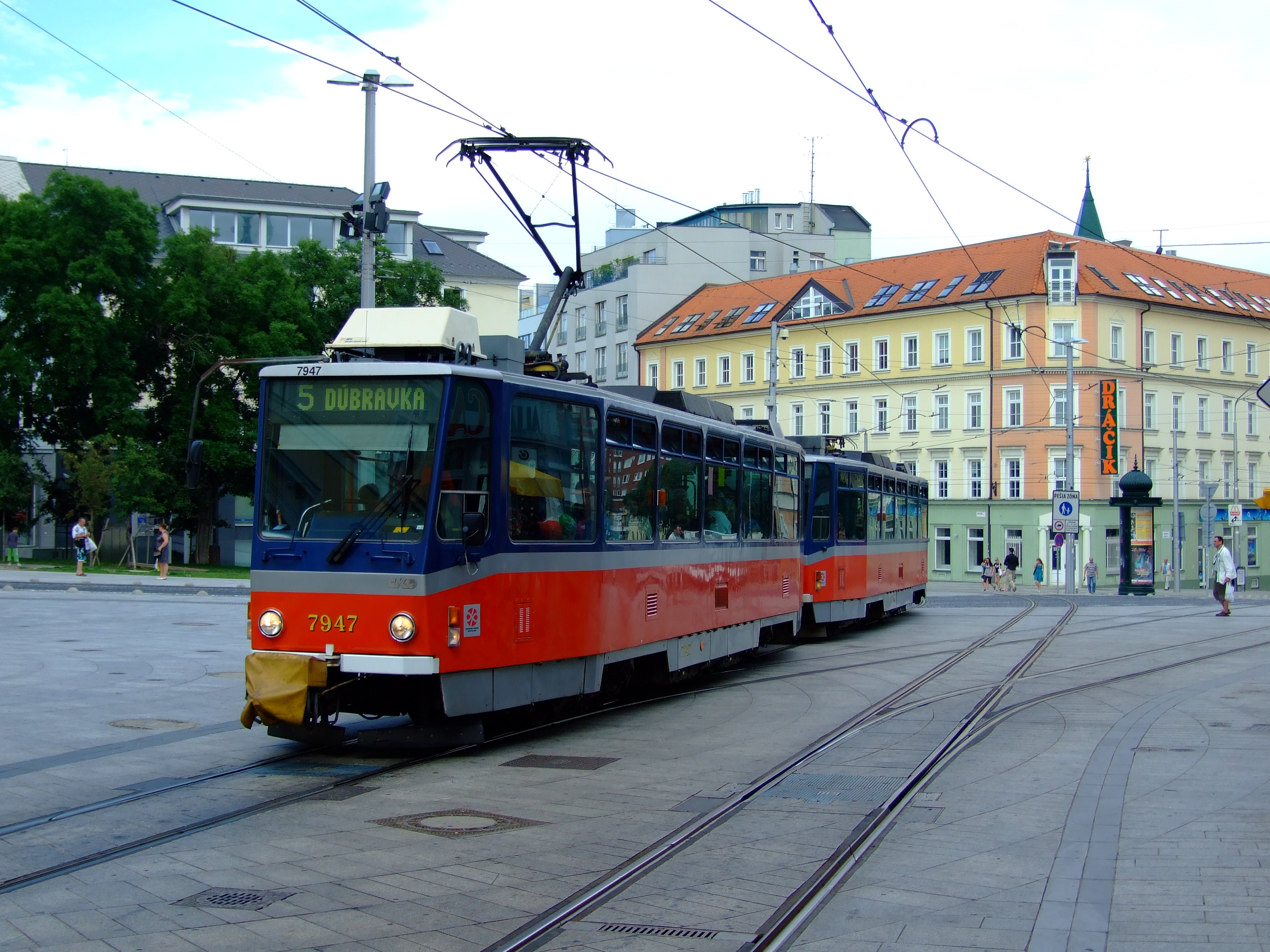
スロバキア：ブラチスラヴァ
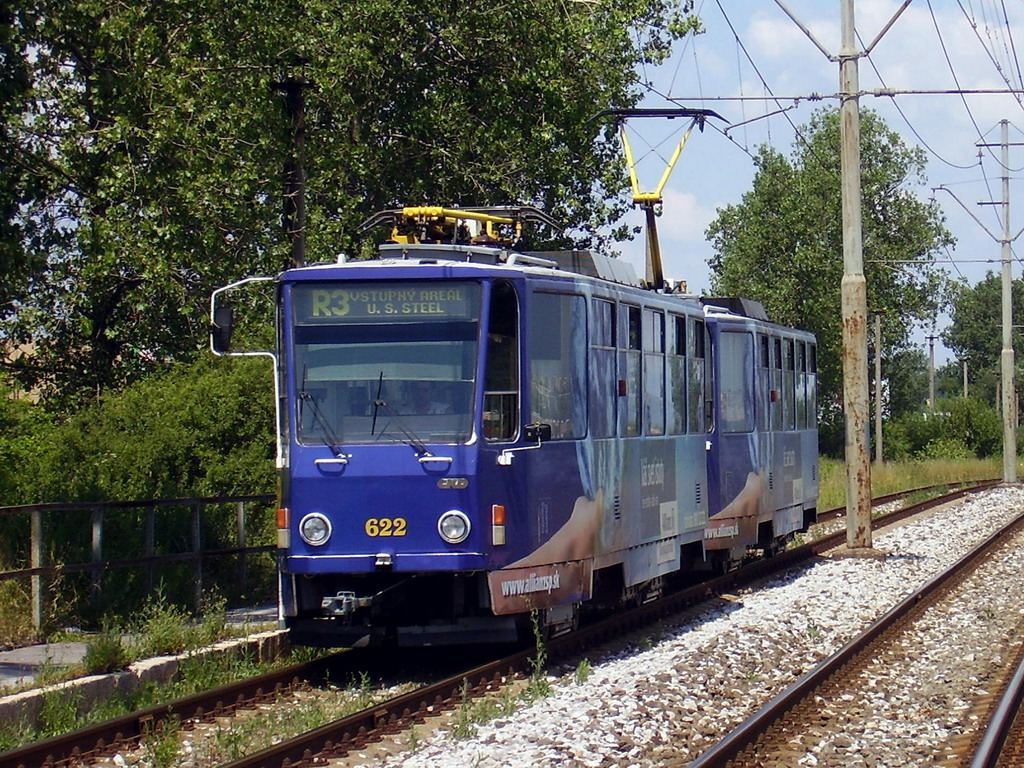
スロバキア：コシツェ
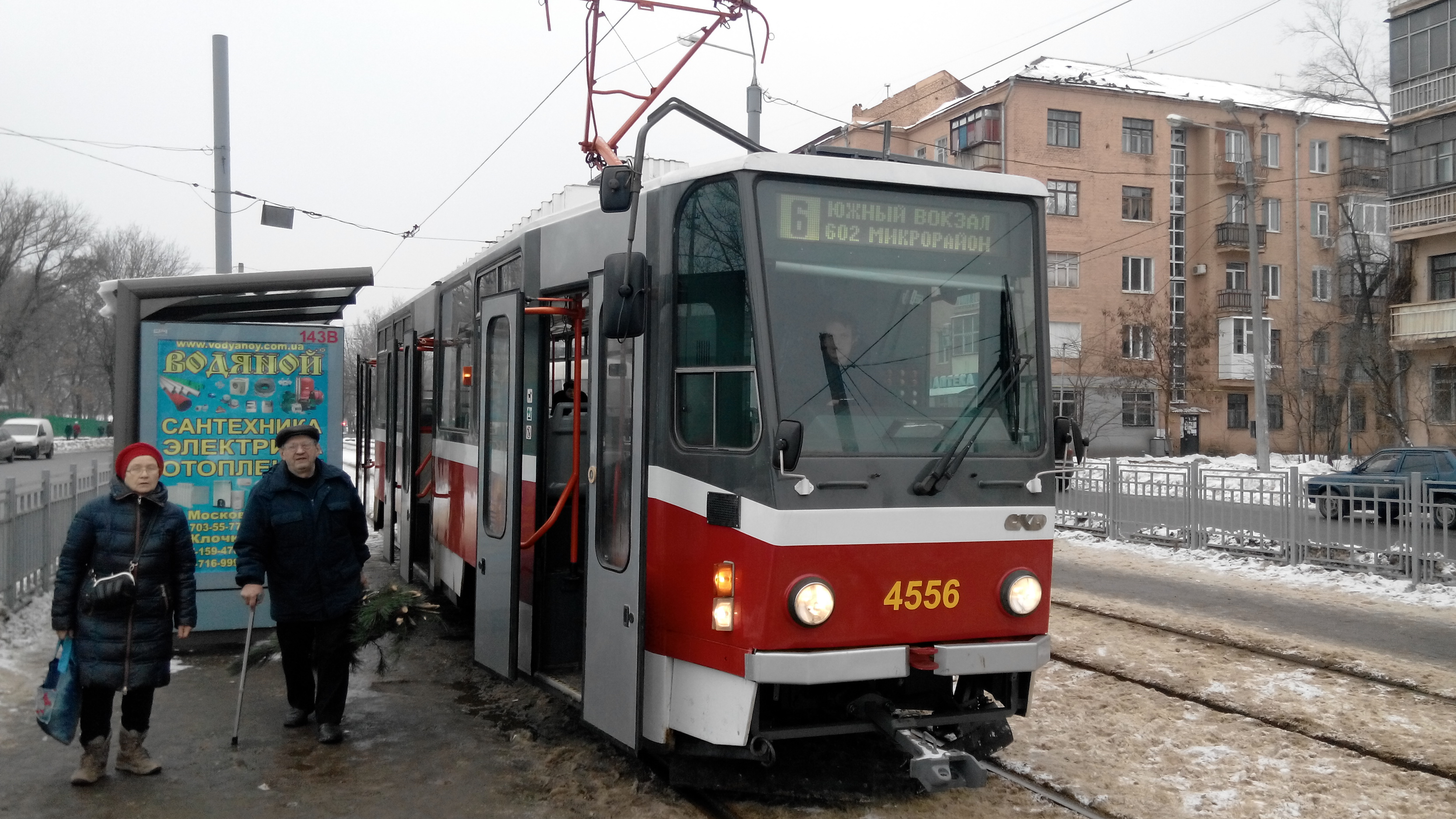
ブルガリア：ソフィア
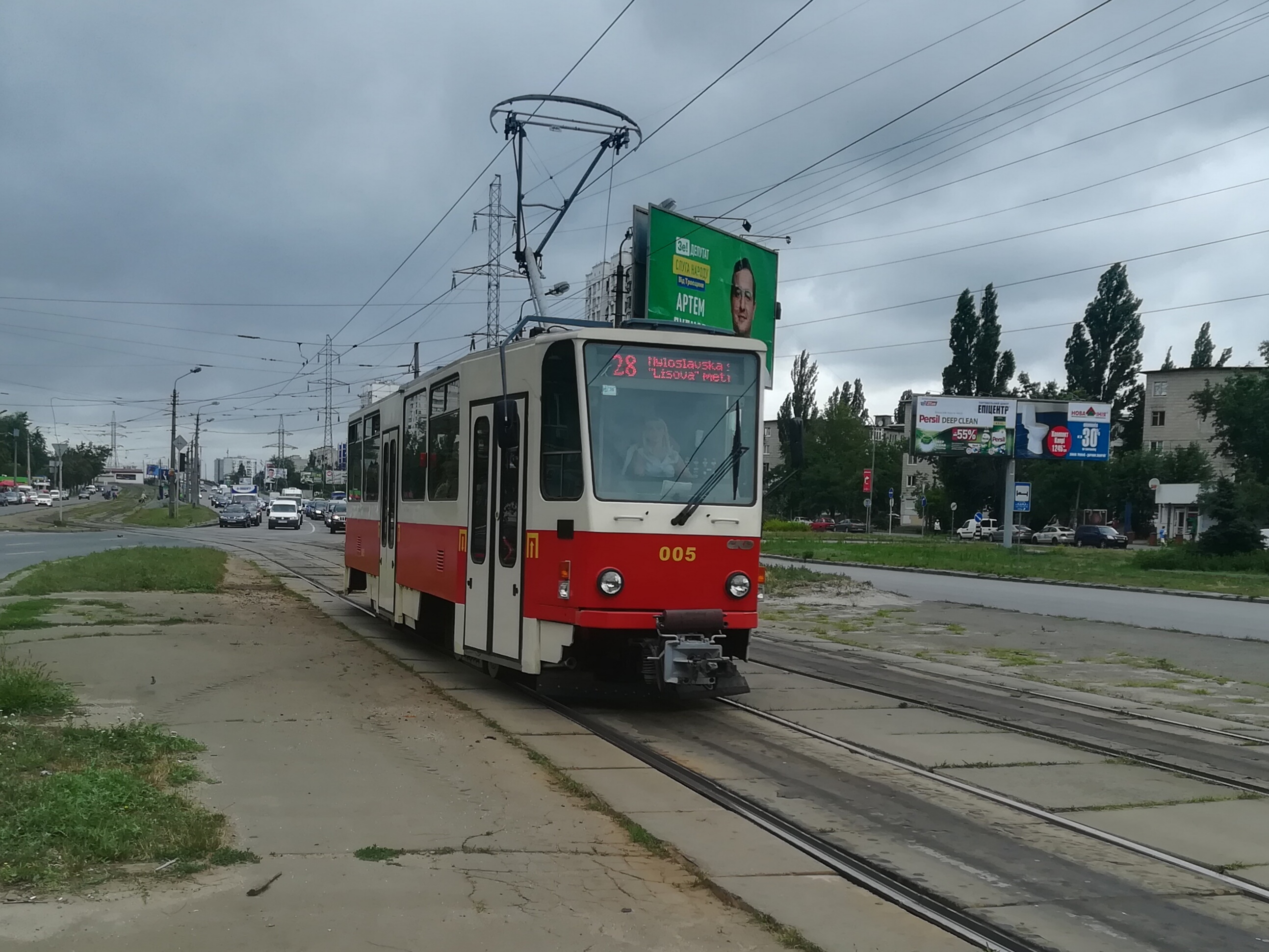
ウクライナ：キーウ
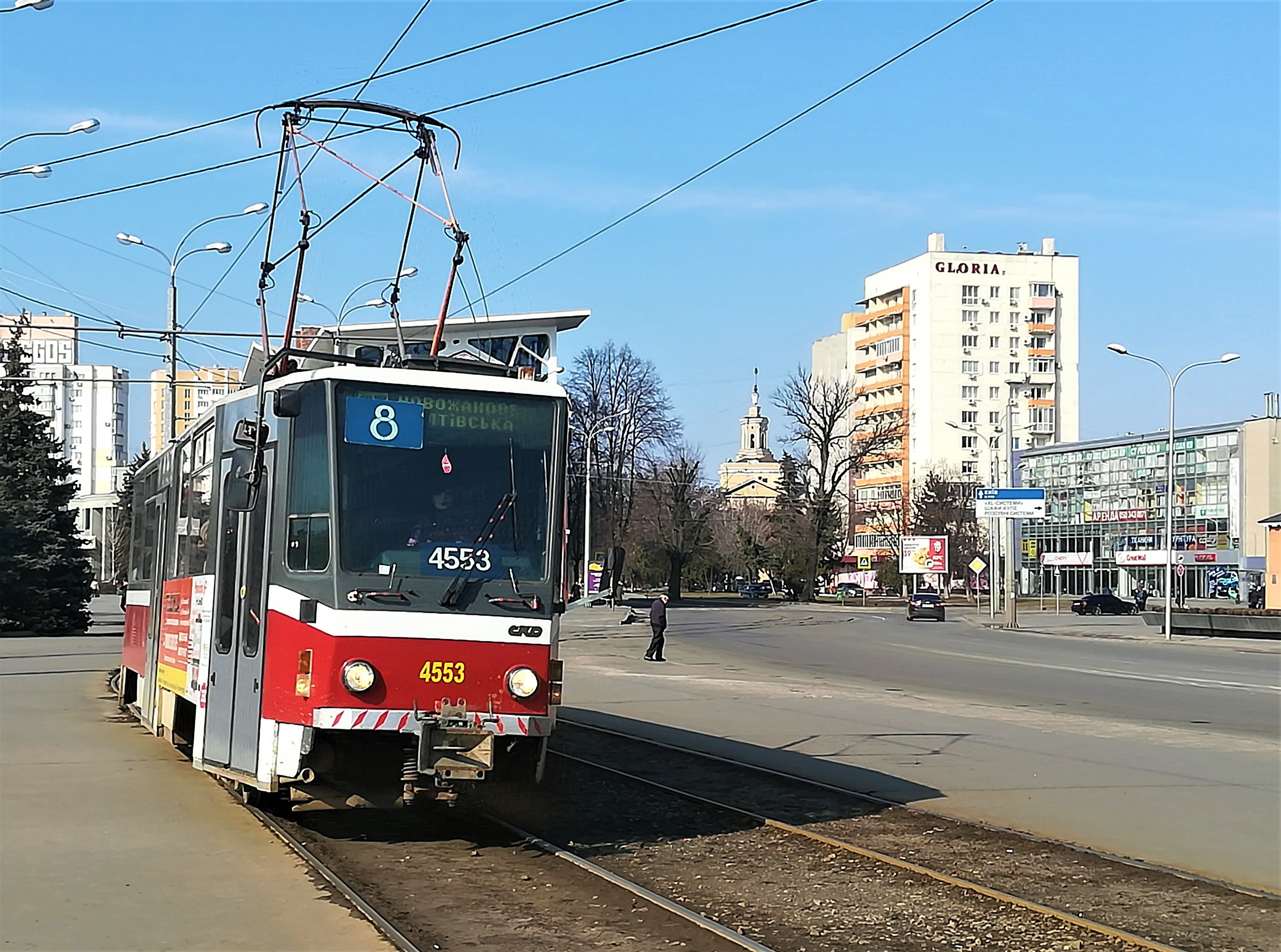
ウクライナ：ハルキウ